# Parafia św. Michała Archanioła w Smorgoniach
Parafia św. Michała Archanioła w Smorgoniach – rzymskokatolicka parafia znajdująca się w Smorgoniach, w diecezji grodzieńskiej, w dekanacie smorgońskim, na Białorusi. Parafię prowadzą ojcowie salezjanie.
Parafia posiada kaplicę filialną pw. Dziewicy Maryi w Zalesiu.

## Historia
Drewniany kościół pw. św. Michała Archanioła oraz Zwiastowania NMP w Smorgoniach ufundował w 1503 właściciel miasteczka Jerzy Zenowicz. Wnuk fundatora, również Jerzy, przeszedł na kalwinizm i w 1552 rozpoczął budowę murowanego zboru. Jego wnuk Mikołaj Bogusław Zenowicz nawrócił się na katolicyzm i w 1617 zbór przekształcił w kościół konsekrowany pw. Trójcy Przenajświętszej. Przy smorgońskiej parafii działały szpital i szkoła.
W 1866 w ramach represji popowstaniowych kościół przekształcono w cerkiew prawosławną. Parafia odrodziła się w 1905. W 1911 na rogu ulic Mińskiej i Wilejskiej wybudowano monumentalny kościół ceglany pw. św. Michała Archanioła. Świątynia ta uległa całkowitemu zniszczeniu podczas I wojny światowej.
W 1920, po odzyskaniu przez Polskę niepodległości, zwrócono katolikom dawny kościół, który od tego czasu nosi wezwanie św. Michała Archanioła. W latach międzywojennych parafia należała do dekanatu oszmianskiego archidiecezji wileńskiej i liczyła ponad 4000 parafian.
Od 1947 kościół znacjonalizowany przez komunistów, służył celom świeckim. W 1990 zwrócony katolikom. Od 1989 w Smorgoniach posługują salezjanie.

## Galeria

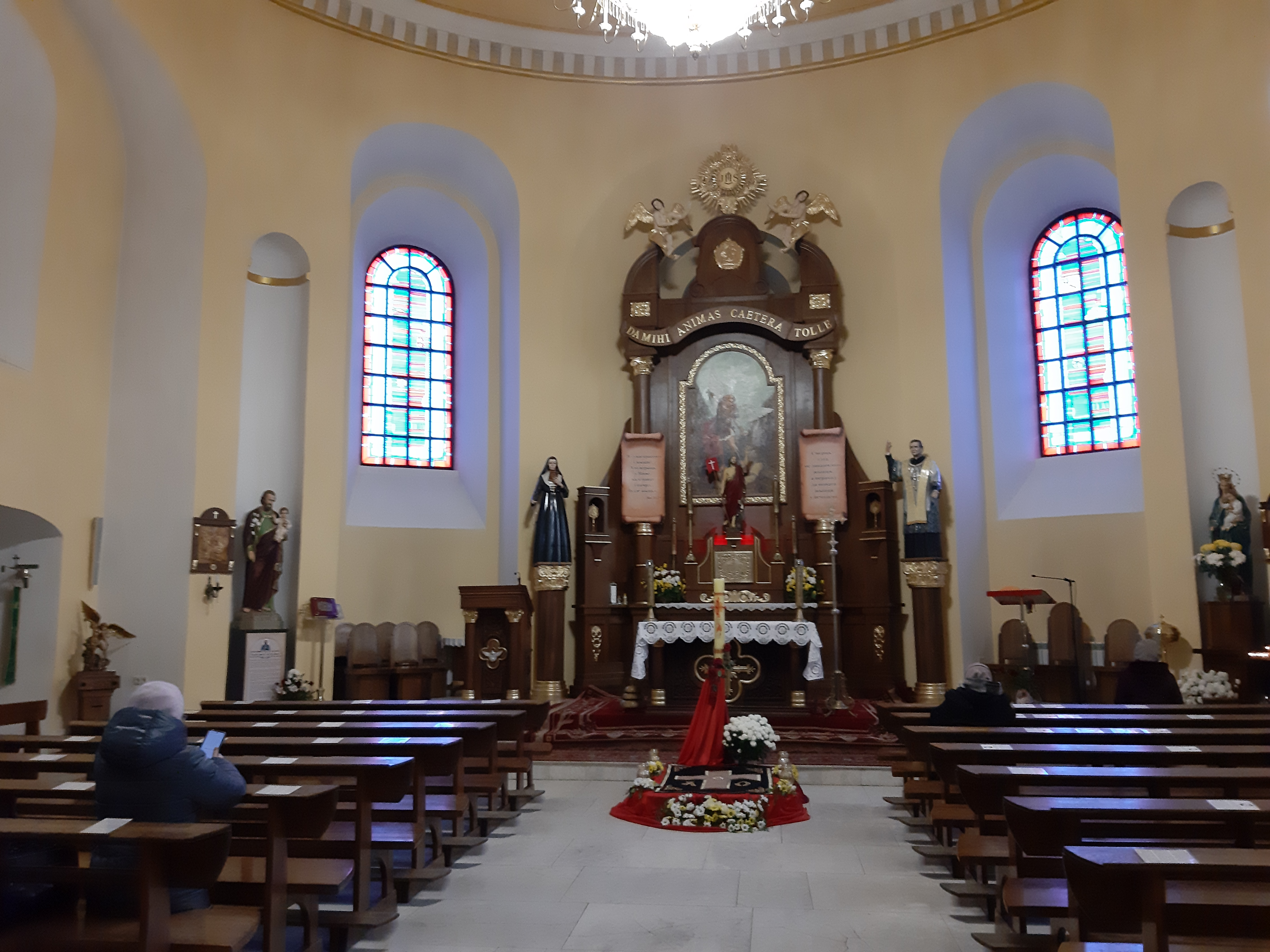
Wnętrze kościoła
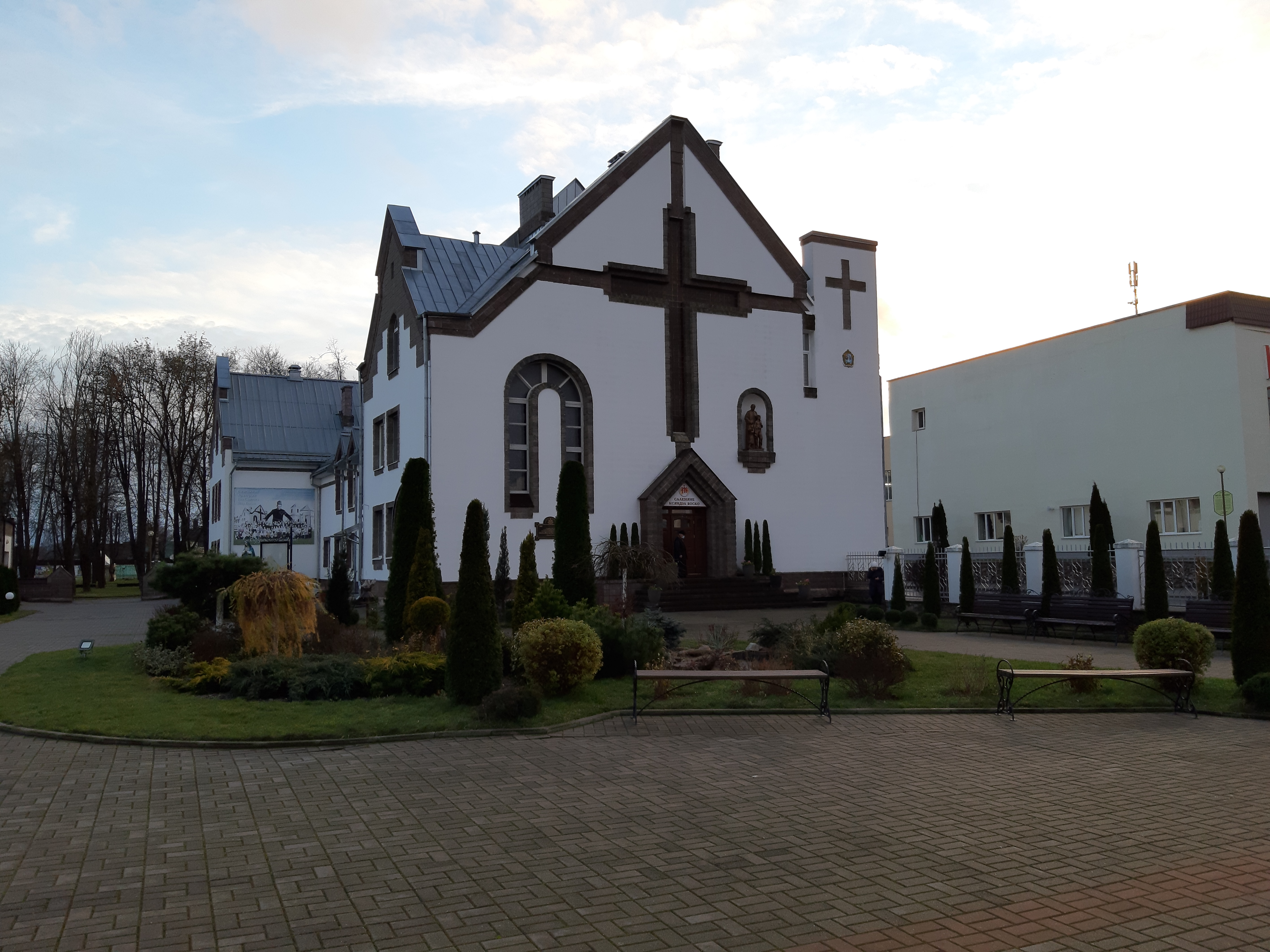
Centrum Młodzieży przy kościele
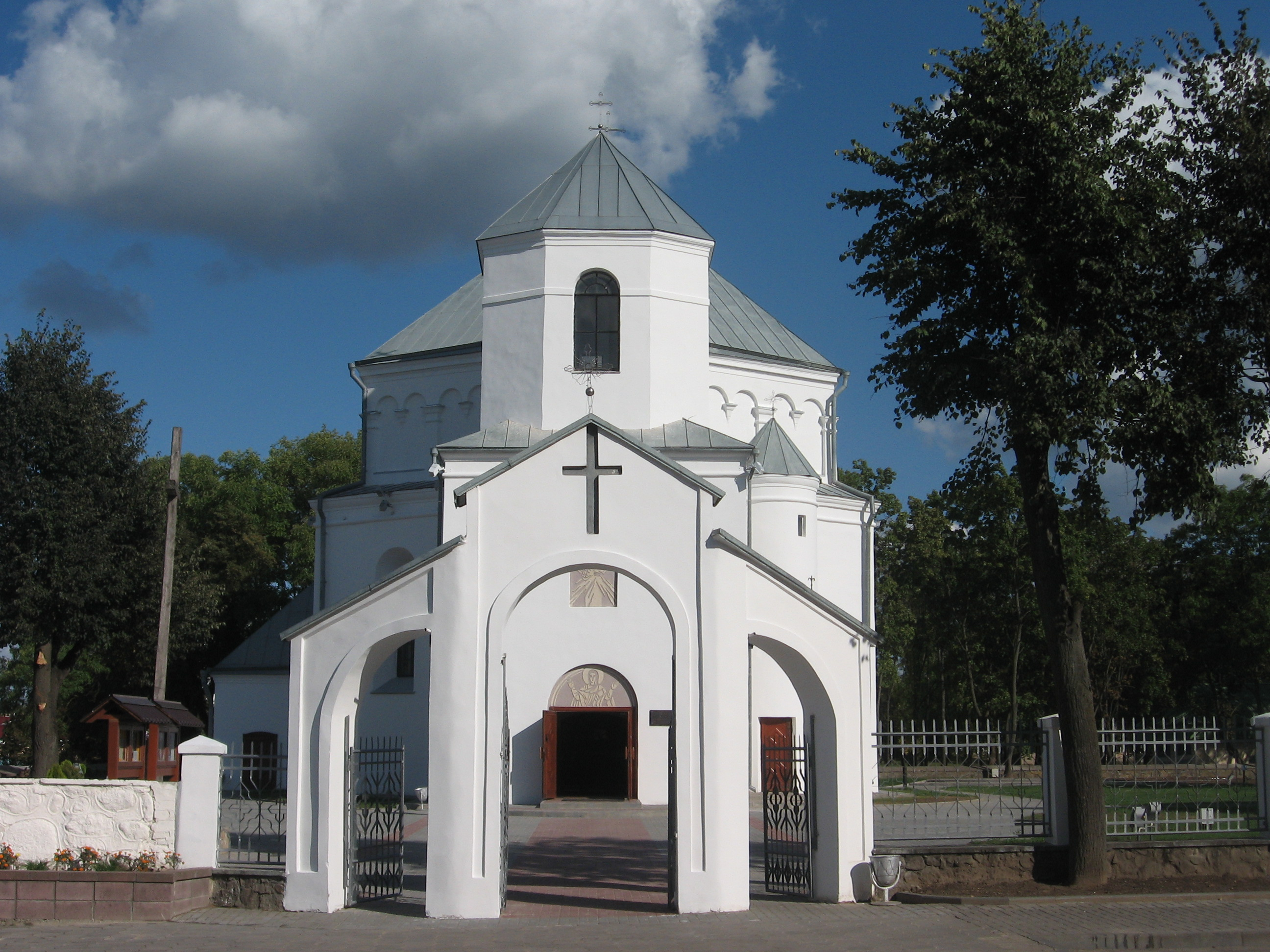
Wjazd na teren kościoła